# 克里斯托弗·盧克森
克里斯托弗·馬克·拉克森（英語： Christopher Mark Luxon，1970年7月19日—）是一位新西兰企业家、政治人物，2021年以來擔任新西兰国家党黨魁，現任新西蘭總理。此前，他曾於2021年至2023年間担任反对党领袖。2020年大选後，他一直担任布提尼选区的眾議院议员。他于2012年至2019年担任新西蘭航空首席执行官。 拉克森还曾在前国家党黨魁柯林斯的影子内阁中担任地方政府、研究、科学、制造和土地信息部门的发言人，以及交通部门的副发言人。
拉克森出生于基督城，在奥克兰东部的豪威克长大，之后在坎特伯雷大学攻读商科。他从1993年开始在联合利华工作，并于2008年成为联合利华加拿大公司首席执行官，在成为新西兰航空公司首席执行官之前成为百万富翁。他因与新西蘭總理约翰·基政府的商业盟友以及与工会E tū的薪酬纠纷而获得公众认可，这使他成为新自由主义者。 2019年，他在奥克兰东区布提尼选区的预选中获胜，尽管第二年该党在全国范围内惨败，但他还是赢得了该席位。在国家党政治动荡时期，拉克森经常被誉为潜在的国家党领导人，在政党危机导致前党魁柯林斯下台后，拉克森于2021年11月30日的黨魁選舉中在只有一人參選的情況下自動當選赢得了黨魁職位。
他帶領国家党在2023年大選中獲得多個席位擊敗工党政府获胜，並在右翼行動黨和中右翼優先黨的幫助下組成國家黨領導的聯合政府。

## 早年
拉克森于1970年7月19日出生于基督城，一个拥有爱尔兰、苏格兰和英格蘭血统的罗马天主教家庭。他一直住在基督城，直到7岁，随后全家搬到了奥克兰的豪威克。他的父亲格雷厄姆·拉克森（Graham Luxon） 在强生公司担任销售主管，母亲凯瑟琳·拉克森（Kathleen Luxon）（娘家姓特恩布尔）担任心理治疗师和咨询师。拉克森先後就讀圣肯蒂格恩学院、豪威克学院以及基督城男子高中。 1989年至1992年就读于坎特伯雷大学，获得商业硕士学位（工商管理）。
拉克森于1993年至2011年在联合利华工作，工作地点包括首都惠灵顿（1993-1995年）、澳大利亚悉尼（1995-2000年）、英国伦敦（2000-2003年）、美国芝加哥（2003-2008年）和加拿大多伦多（2008-2011年）。并在后期升任其加拿大业务的总裁兼首席执行官。
拉克森于2011年5月加入新西兰航空，担任集团总经理，并于2012年6月19日被任命为首席执行官。在他的八年领导期间，新西兰航空的利润增长至创纪录水平，该公司多次被评为澳大利亚最值得信赖的品牌。他于2014年加入新西兰旅游业协会和维珍澳大利亚航空的董事会 2018年，他和新西兰航空因薪资纠纷而受到工会航空与海洋工程师协会和E tū的严厉批评。工会原计划在同年圣诞节期间举行为期三天的罢工，但双方达成协议，罢工被取消。 2019年6月20日，拉克森宣布辞去新西兰航空公司的职务，并暗示可能加入国家党。

## 政治生涯
贾米·李·罗斯因被指控欺诈国家党而从国家党辞职后，2019年11月拉克森获得了国家党布提尼选区的候选人资格，该选区一直由国家党获胜，并被视为他们的安全席位。
拉克森在2020年新西兰大选中赢得議會席位，以3,999票的优势击败工党候选人陈耐锶。
人们经常猜测拉克森将成为国家党领袖。 在2021年11月25日，柯林斯被免去党魁职务后，拉克森被认为是潜在的替代者。在主要对手西蒙·布里奇斯退出后，他于11月30日自動當選赢得了黨魁職位。
2023年11月27日，拉克森就任新西兰总理。他剛上台就取消了“世代禁烟令”。禁烟令會在2024年3月前取消。

## 个人生活
拉克森接受天主教教育，自称是基督徒或无宗派基督徒，并被描述为福音派基督徒。他小时候曾去过奥克兰的浸信会教堂、澳大利亚的长老会教堂、英国的英国圣公会教堂以及美国、加拿大和新西兰的非宗派教堂。 2011年回到新西兰后，他参加了奥克兰的Upper Room教堂。 2021年，他说自己已经有五六年没有去教堂了。他在教会青年团体中认识了妻子阿曼达 ，他们在他23岁时结婚。他们有一个儿子和女儿，威廉和奥利维亚。他说他喜欢DIY 、听乡村音乐并且喜欢滑水。拉克森是一位千万富翁，拥有七处房产，其中包括位于雷米爾的一套价值 768 万美元的房产 。